# Volevo essere un duro (album)
Volevo essere un duro è il quarto album in studio del cantautore italiano Lucio Corsi, pubblicato il 21 marzo 2025 dall'etichetta Sugar Music.
L'album contiene il brano omonimo, con cui il cantautore ha gareggiato al 75º Festival di Sanremo, classificandosi al secondo posto al termine della manifestazione e vincendo il Premio della Critica "Mia Martini". Con il medesimo brano è stato selezionato per rappresentare l'Italia alla 69ª edizione dell'Eurovision Song Contest.

## Antefatti e descrizione
Il progetto è stato annunciato il 12 febbraio 2025 durante la partecipazione del cantautore al Festival di Sanremo con il brano omonimo, aggiudicandosi il Premio della Critica "Mia Martini" e posizionandosi secondo nella classifica generale, dietro a Balorda nostalgia di Olly.
Il progetto si compone di nove tracce, per un totale di 2632 parole, scritte e composte dallo stesso Lucio Corsi con lo storico coautore Tommaso Ottomano e il produttore Antonio Cupertino, in arte Cuper. In un'intervista rilasciata a Rockol il cantautore ha spiegato il suo significato:

## Copertina
La copertina dell'album è stata disegnata dalla madre del cantautore, Nicoletta Rabiti.

## Promozione

### Singoli
Il 12 novembre 2024 è stato pubblicato Tu sei il mattino, come primo singolo estratto dall'album. Il brano è stato poi inserito nella colonna sonora della terza stagione della serie televisiva Vita da Carlo di Carlo Verdone.
Il secondo singolo estratto dall'album, Volevo essere un duro, è stato pubblicato il 12 febbraio 2025 in concomitanza alla partecipazione del cantautore al 75º Festival di Sanremo. Il successivo 6 giugno il brano Situazione complicata è entrato in rotazione radiofonica come terzo singolo.

### Tour
Per promuovere il disco, il cantautore sarà impegnato in due tour che lo vedranno esibirsi in vari festival musicali, e nei club italiani ed europei: il Lucio Corsi Tour 2025 (dal 10 aprile al 4 maggio 2025) e il Lucio Corsi Estate 2025 (dal 12 giugno al 31 agosto 2025). Il 21 giugno e il 7 settembre 2025 si esibirà invece negli ippodromi di Roma e Milano.

## Accoglienza
L'album è stato accolto positivamente dalla critica musicale, che ne ha apprezzato la produzione e scrittura dei brani.

| Recensione       | Giudizio |
| ---------------- | -------- |
| Le Rane          | Positivo |
| Newsic           | 7,5/10   |
| Ondarock         | 7/10     |
| Rockit           | Positivo |
| Rockol           | 8/10     |
| SentireAscoltare |          |

Federico Guglielmi di Classic Rock recensendo il disco ha scritto: «un vivace campionario pop-rock di nove brani che spazia da suggestioni glam a echi di Ivan Graziani corredato di testi che dietro le apparenze spesso giocose evidenziano una notevole sensibilità poetica e un bell'estro nella scelta di argomenti e linguaggio. Una formula autentica, nonché molto ben strutturata sotto il profilo del sound».
Giuliano Delli Paoli di Ondarock afferma che nel progetto il cantautore si avvale della «licenza espressiva, fregandosene delle potenziali censure dei puristi», trovandolo il suo progetto più riuscito, oltre che «uno dei momenti di grande cantautorato italiano» del XXI secolo. Francesco Prisco de Il Sole 24 Ore lo definisce «un disco consapevolmente retromaniaco» le cui sonorità risultano essere «il punto d'incontro ideale tra glam e folk», scrivendo che nel complesso «riesce a rielaborare la materia del rock and roll delle origini come facevano i primi Roxy Music».
Claudio Todesco di Rolling Stone Italia scrive che il progetto si prefigge «l'idea di provare a dipingere ritratti in musica senza rinunciare alla dimensione del sogno», collocato temporalmente «sull'infanzia e l'adolescenza, e quindi sui ricordi e forse anche sul tempo che passa e che va esorcizzato». Il giornalista riporta che rispetto al precedente progetto, l'album presenta «un suono scarnificato» per enfatizzare i testi, cantati con un tono «tenero, spontaneo e leggero».

## Successo commerciale
L'album ha debuttato alla terza posizione della Classifica FIMI Album, per poi risalire dopo settimane fino alla prima posizione, occupando contemporaneamente il primo posto anche nella Classifica FIMI Vinili.  

## Tracce
Testi e musiche di Lucio Corsi e Tommaso Ottomano.
1. Tu sei il mattino – 3:08
2. Sigarette – 2:59
3. Volevo essere un duro – 3:05
4. Francis Delacroix – 3:13
5. Let There Be Rocko – 2:32
6. Il Re del rave – 3:26
7. Situazione complicata – 3:25
8. Questa vita – 2:52
9. Nel cuore della notte – 6:34

## Classifiche
| Classifica (2025) | Posizione massima |
| ----------------- | ----------------- |
| Italia            | 1                 |
| Lituania          | 9                 |
| Svizzera          | 27                |

## Riconoscimenti
- Targa Tenco
  - 2025 – Miglior album[40]